# کلیسای ارامنه ملایر
در شهرستان ملایر یک کلیسا وجود داشته که اکنون تنها ویرانه‌های آن‌ها باقی مانده است.
این کلیساها عبارتند از:
- کلیسای مریم مقدس در روستای (انوچ) بین بروجرد و نهاوند و ملایر